# 岩居香草
岩居香草（学名：Lysimachia saxicola）为报春花科珍珠菜属的植物，为中国的特有植物。分布在中国大陆的广西等地，生长于海拔2,500米的地区，多生于石灰岩上，目前尚未由人工引种栽培。

## 异名
- Lysimachia saxicola Chun et F. Chun var. minor C. F. Liang ex Chen et C. M. Hu